# Bell 525
Il Bell 525 Relentless è un elicottero utility medio biturbina con rotore a cinque pale, in fase di sviluppo dalla Bell Helicopter Textron.

## Storia del progetto
Il progetto Bell 525 è stato sviluppato dalla Bell Helicopter per rispondere alla crescente domanda di un elicottero medio, in particolare per i voli off-shore. Il mock-up in scala 1:1 è stato presentato al pubblico il 12 febbraio 2012, durante l'Heli-Expo a Dallas, Texas. Il primo prototipo ha compiuto il suo primo volo il 1 luglio 2015, il secondo e terzo prototipo rispettivamente nel dicembre 2015 e nel settembre 2016.
Il 6 luglio 2016 il primo prototipo è stato perso in un incidente che ha provocato un ritardo nelle procedure di certificazione; ulteriori ritardi nella certificazione furono causati dal sistema fly-by-wire. L'avvio della procedura di certificazione del modello è previsto per la metà del 2021.

## Tecnica
Il Bell 525 è un elicottero che si colloca nella categoria dei super-medi e pensato principalmente per il servizio off-shore, ma disponibile anche per servizi HEMS, trasporto, SAR e VIP.
La cellula è realizzata con pannelli in materiale composito mentre la struttura è realizzata in compositi e metallo. Il rotore principale, costruito con materiali compositi, è dotato di 5 pale, mentre il rotore di coda è di tipo quadripala.
La propulsione è affidata a 2 turbine GE CT7-2F1 in grado di fornire una potenza al decollo di 1 979 shp controllati da due sistemi FADEC a due canali. Il velivolo è dotato di una APU del tipo Honeywell RE100BR responsabile dell'avviamento dei motori. Il Bell 525 è il primo elicottero civile ad utilizzare comandi di volo fly-by-wire a tre canali e l'avionica Garmin G5000H dotata di tre schermi touch screen.

## Ordini
A gennaio 2020 risultavano firmati memorandum d'intesa o lettere di intenti per la fornitura di almeno 57 esemplari; i principali clienti sono i seguenti:

## Incidenti
- Il 6 luglio 2016 il primo prototipo si è distrutto in volo nei pressi di Italy, Texas, durante un test in condizioni di motore inoperativo a 185 nodi a causa di vibrazioni indotte dal brandeggio delle pale del rotore principale che causarono un input indesiderato nel passo collettivo, amplificando il fenomeno di flappeggio al punto tale che le pale del rotore principale recisero la trave di coda; nell'incidente perirono i due piloti collaudatori.[12] In seguito all'incidente la velocità massima del Bell 525 è stata ridotta da 185 nodi a 165.

## Elicotteri comparabili
- AgustaWestland AW189
- Bell 214ST
- Eurocopter EC-175
- Aérospatiale AS-332L
- Sikorsky S-92